# Kakamega
För andra betydelser, se Kakamega (olika betydelser).

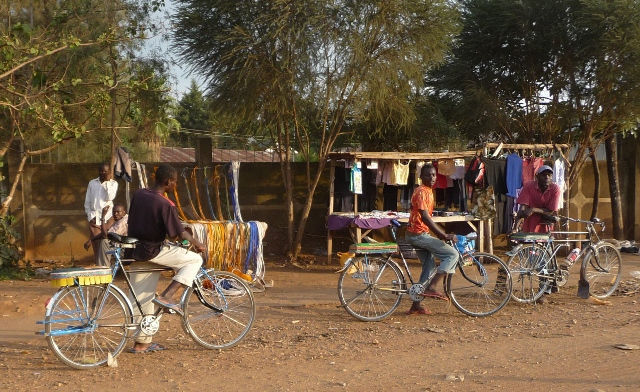
Cykeltaxi (boda-boda) i Kakamega.

Kakamega är huvudort i distriktet Kakamega i Västprovinsen i Kenya, ungefär 15 kilometer öster om Buchinga och tio mil norr om Kisumu. Centralorten hade 69 502 invånare vid folkräkningen 2009, hela kommunen 91 768 invånare. Nära staden ligger Kakamegaskogen, en rest av den Guineo-Kongolesiska regnskogen som bitvis skyddas av Kakamega skogsreservat. Den största etniska gruppen i staden är luhya.